# Lancy
Lancy és un municipi suís del cantó de Ginebra.